# Дунахарасти
Дунахарасти (мађ. Dunaharaszti) град је у Мађарској. Дунахарасти је значајан град у оквиру жупаније Пешта, а истовремено и важно предграђе престонице државе, Будимпеште.
Дунахарасти има 19.491 становника према подацима из 2009. године.

## Географија
Град Дунахарасти се налази у средишњем делу Мађарске. Од престонице Будимпеште град је удаљен 20 km јужно. Град се налази у северном делу Панонске низије, близу Дунава. Надморска висина насеља је око 100 m.

## Становништво
По процени из 2017. у граду је живело 21.469 становника.
| 1990.  | 2001.  | 2011.  | 2017.  |
| ------ | ------ | ------ | ------ |
| 15.247 | 16.352 | 20.473 | 21.469 |

## Галерија
- Поглед на град Дунахарасти
- Нова индустријска зона
- Нова предузећа